# The Fall of Troy
The Fall of Troy es un power trio de mathcore y rock, originaria de Mukilteo, Washington, Estados Unidos. Está formada por Thomas Erak, (Voz, screamos, Guitarra), Tim Ward (Bajo, coros, screamos) y Andrew Forsman (Batería). Ward dejó la banda en 2007, siendo reemplazado después por Frank Ene, quien estaría en la banda hasta su separación en 2010, pero Ward se reincorporó a la formación para la reunión en 2013. Desde 2018, Drew Pelisek (Bajista de la banda de CHON) ha estado remplazando a Tim Ward en los últimos tours y conciertos que la banda ha dado, aunque oficialmente ambos forman parte del grupo. 
La banda está caracterizada por la alternantes voces de Thomas Erak y el bajista Tim Ward, además de los múltiples efectos utilizados, y las extravagancias vocales de Erak (voces guturales y screamos). Todos los miembros originales de la banda provienen de la banda The 30 Years War, que formaron a sus 17 años de edad.
The Fall Of Troy está influido por las melodías progresivas de bandas como Rush y King Crimson, además combinado con los sonidos modernos experimentales de bandas como At the Drive-In y The Blood Brothers.

## Biografía
Erak comenzó su carrera musical en el grupo Matt Downs Quartet tocando la guitarra y cantando junto con el bajista Mike Munro y el batería Jay Beaman. El grupo se separó después de publicar un solo EP. Es entonces cuando Munro y Erak forman la banda de hardcore The 30 Years War, germen de The Fall Of Troy, junto con Tim Ward y Andrew Forsman, saliendo a la venta en esta época dos EP. Durante la composición y planificación de la siguiente grabación, Munro se va de la banda dejando esta en trío y cambiándose éste de nombre por el actual usando el método que habían utilizado anteriormente con la antigua banda: abrieron una página de un libro de historia al azar y cogieron el nombre que aparecía, en este caso The Fall Of Troy.
En mayo de 2003 la banda entra en estudio para grabar lo que sería su primer LP, homónimo. El disco fue grabado en sólo una semana durante las vacaciones que tenían los miembros de la banda, que en aquella época contaban con 17 años de edad. Todas las canciones del álbum son originales e inéditas excepto Reassurance Rests In The Sea, que apareció anteriormente en el EP de The 30 Years War, Martyrs Among The Casualities. Este álbum salió a la venta en noviembre se 2003 en Lujo Records, reeditándose en 2006 en Equal Vision Records. Poco después de la salida de su primer álbum, graban y promocionan independientemente su primer EP, Ghostship Demos.
El siguiente álbum en la carrera de la banda sería Doppelganger, grabado en marzo de 2005 y sacado a la venta en agosto del mismo año en formato CD y vinilo. El álbum se convirtió en un relativo éxito debido a la rotación de la canción F.C.P.R.E.M.I.X. en YouTube y en varios anuncios punto también importante que los llevó a la fama es que salieron en el videojuego Guitar hero 3. A continuación, el trío comenzó una extensa gira de promoción del álbum hasta el año 2006. Después de esta, los rumores de ruptura de la banda se propagaron debido a unas declaraciones de Thomas Erak diciendo que sería la última gira juntos; este hecho fue desmentido continuamente en la página oficial de la banda. 
Después de la gira de Doppelganger, el trío se introduce en el estudio en diciembre de 2006 para grabar, con Matt Bayles, productor de Mastodon y Pearl Jam entre otros, su tercer álbum de estudio, titulado Manipulator, que salió a la venta el 1 de mayo de 2007. Este álbum es quizás el menos agresivo y con un corte más pop, aunque hay piezas de claro hardcore y rock progresivo. 
En este momento la banda tiene previsto editar un segundo EP, titulado Split, con la banda de hardcore matemático The Number Twelve Looks Like You; además, el trío planeo editar también un disco en el que aparezcan las canciones del EP Ghostship Demos además de otras nuevas canciones formando un álbum conceptual alrededor de la navegación y los accidentes marítimos. El álbum se llama Phantom On The Horizon.
Se reveló que el 26 de noviembre de 2008 saldría a la venta el EP The Phantom On The Horizon.
En octubre del 2009 se lanzó el álbum In The Unlikely Event.
En febrero del 2010, The Fall of Troy anunció que iban a retirarse después de su gira de primavera por los Estados Unidos.

## Reunión y 'OK'
El 9 de septiembre de 2013 The Fall of Troy mediante su página oficial de Facebook anunció su reunión junto con 3 conciertos que se dieron el 27, 28 y 29 de diciembre en Red 7 en Austin, Texas, con su formación original (Thomas Erak, Tim Ward y Andrew Forsman). La banda tocó sus primeros 3 álbumes en su totalidad: The Fall of Troy, Doppelgänger y Manipulator. Thomas Erak, guitarrista de la banda, a través de Twitter, publicó para aclarar, que no tenían pensado seguir dando conciertos después de los 3 previstos. Sin embargo, más tarde publicaron que seguirían reunidos y que estarían de vuelta otra vez, aunque sin dar detalles de futuros conciertos. 
Durante los conciertos VIP, Thomas Erak anunció en su último show de reunión que darían a luz un nuevo álbum que sería gratis, disponible para descarga digital, y Thomas Erak dejó sus otros proyectos para poder concentrarse en The Fall of Troy.
El  29 de agosto de 2015 la banda anunció que estaría de gira durante los meses de septiembre y noviembre tocando su segundo álbum de estudio, Doppelgänger, en su totalidad, junto a otras agrupaciones como And So I Watch You From Afar, KYLESA, Slothrust, y Powwers.
Finalmente, en 2016 se finalizó y se lanzó su nuevo álbum "OK", menos pesado que anteriores trabajos, como Doppelgänger. Poco después, fueron lanzadas versiones alternativas del álbum.

## Álbumes de estudio
- 2003 The Fall of Troy (Lujo Records)
- 2005 Doppelgänger (Equal Vision Records)
- 2007 Manipulator (Equal Vision Records)
- 2009 In the Unlikely Event (Equal Vision Records)
- 2016 OK (Sello Independiente)
- 2020 Mukiltearth (Equal Vision Records)

## EP
- 2004 Ghostship Demos (Sello Independiente)
- 2008 Phantom On The Horizon (Equal Vision Records)

## Integrantes actuales
Thomas Erak: Voz principal, guitarras, teclados (2002-2010, 2013-presente)
Tim Ward: Coros, gritos, voz gutural, bajo (2002-2007, 2013-presente)
Andrew Forsman: Coros, batería (2002-2010, 2013-presente)
Drew Pelisek: Coros, gritos, voz gutural, bajo (2017-presente)

## Antiguos integrantes
Frank "Black" Ene: Coros, gritos, voz gutural, bajo (2007-2010)